# هلمر پدرسن
هلمر پدرسن (انگلیسی: Helmer Pedersen; ۲۸ مارس ۱۹۳۰ – ۲۴ اوت ۱۹۸۷) قایقران قایق بادبانی اهل نیوزیلند بود.
وی در مسابقات کشوری و بین‌المللی در مجموع برندهٔ ۱ مدال طلا شده‌است.